# Santo André (Barreiro)
Santo André ist ein Ort und eine ehemalige Gemeinde (Freguesia) im portugiesischen Kreis Barreiro. Die Gemeinde hatte 11.485 Einwohner (Stand 30. Juni 2011).
Am 29. September 2013 wurden die Gemeinden Santo André, Verderena und Alto do Seixalinho zur neuen Gemeinde União das Freguesias de Alto do Seixalinho, Santo André e Verderena zusammengeschlossen.